# Джер-Казар
Джер-Казар (кирг. Жер-Казар) — село в Ысык-Атинском районе Чуйской области Кыргызстана. Административный центр Узун-Кырского айылного аймака.

## География
Село расположено на севере центральной части области, на расстоянии приблизительно 9 километров (по прямой) к северо-западу от города Кант, административного центра района. Абсолютная высота — 673 метра над уровнем моря.

## Население
Согласно оценочным данным Национального статистического комитета Кыргызской Республики, численность населения села на начало 2023 года составляла 2024 человека.
| год     | 2009 | 2014 | 2015 | 2020 | 2021 | 2023 |
| ------- | ---- | ---- | ---- | ---- | ---- | ---- |
| человек | 1738 | 2072 | 2047 | 2072 | 2021 | 2024 |